# Scorpiops vonwicki
Espèce
Synonymes
- Scorpiops petersi vonwicki Birula, 1913

Scorpiops vonwicki est une espèce de scorpions de la famille des Scorpiopidae.

## Distribution
Cette espèce est endémique d'Arunachal Pradesh en Inde. Elle se rencontre dans les Abor Hills.

## Description
La femelle décrite par Kovařík en 2020 mesure 51,55 mm.

## Systématique et taxinomie
Cette espèce a été décrite sous le protonyme Scorpiops petersi vonwicki par Birula en 1913. Elle est élevée au rang d'espèce par Kovařík en 2020.

## Étymologie
Cette espèce est nommée en l'honneur de Sergei Nikolaevich von Wick.

## Publication originale
- Birula, 1913 : « Arachnologische Beiträge. II. Ueber einige Scorpiops-Arten von dem Südabhange des Himalaya. » Revue Russe d’Entomologie, vol. 13, no 3/4, p. 416–419 (texte intégral).